# Ланго (западнонилотский язык)
Ланго (также известен под названиями Lwo, Lwoo или Leb-Lano) относится к западной ветви нилотских языков, группа языков луо. Носителями данного языка являются люди народа ланго в центральной Уганде (район Ланго), общим числом около 1 млн, или около 5 % населения Уганды. Преподаётся в начальных школах, орфография на основе латиницы.
Название ланго носят также несколько других нилотских языков в Судане; их родство с угандийским ланго является очень отдалённым, взаимопонимание отсутствует.